# Garret Jacob Hobbs
Garret Jacob Hobbs è un personaggio immaginario scritto da Bryan Fuller facente parte della serie televisiva "Hannibal".
Il personaggio viene solamente menzionato nel libro "Il delitto della terza luna" di Thomas Harris come un serial killer precedentemente catturato dall'agente Will Graham.

## Apparizioni

### Hannibal (serie televisiva)
Garrett insegna a sua figlia Abigail (Kacey Rohl) a cacciare: Abigail è traumatizzata quando spara ad un cervo, ma il padre la rassicura che non stanno commettendo un omicidio se useranno ogni parte dell'animale. Le porge un coltello e le spiega come tagliare l'animale; lei affetta con riluttanza nel sterno della bestia.
Tempo dopo Garret Jacob Hobbs diventa il serial killer conosciuto come "L'averla del Minnesota"  che ha rapito e ucciso otto giovani donne. Le vittime provenivano da otto diversi campus del Minnesota e avevano lo stesso colore degli occhi, il colore dei capelli e avevano la stessa età di Abigail, che raccoglieva informazioni su di loro per conto del padre. In realtà Abigail non si limitò a fornire informazioni ma arrivò ad uccidere Nicholas Boyle (Mark Rendall), il fratello di una delle vittime che stava arrivando a scoprire la verità.
Garret ha rischiato di essere scoperto così ha riportato la sua vittima, Elise Nichols di nuovo nel suo letto, perché il suo corpo era imperfetto e poteva "onorarlo" nel modo in cui ha fatto con le altre vittime. Garrett in seguito si dimette dal lavoro e questo ha portato Will Graham ad indagare su di lui. Dopo aver ricevuto una telefonata da Hannibal Lecter (Mads Mikkelsen) che lo avvertiva che l'FBI stava arrivando per catturarlo, ha ucciso sua moglie e ha tentato di fare la stessa cosa a sua figlia, ma è stato fermato da Will Graham (Hugh Dancy) che gli ha sparato nove volte.
Quando Abigail finirà sotto la custodia di Lecter, quest'ultimo la incoraggerà a "onorare" il cadavere di suo padre.

## Modus Operandi
Anche se gli omicidi di altre ragazze non sono stati mostrati è noto che Elise Nichols è stata strangolata. Si presume che tutte le altre vittime sono state uccise con lo stesso metodo. In seguito, Hobbs le portò nella sua cabina, dove le mise su corna di cervo e le smembrò, rimuovendoi loro gli  organi interni. La carne e gli organi sono stati poi stati mangiati, presumibilmente dalla sua famiglia. Elise Nichols tuttavia aveva il cancro al fegato, e quindi era inadatta per i suoi scopi, così ha cercato di chiedere scusa per quello che aveva fatto mettendo il corpo nel suo letto.

## Vittime
Elenco delle vittime conosciute di Garret Jacob Hobbs:
- D. Woodword
- A. Anderson
- R. Winn
- S. Olsen
- L. Sorenson
- D. Latimer
- P. Cohen
- Elise Nichols
- Louise Hobbs (moglie; le ha tagliato la gola)
- Abigail Hobbs (figlia; ha tentato di tagliarle la gola)